# Годы странствий Вильгельма Мейстера
«Годы странствий Вильгельма Мейстера» (нем. Wilhelm Meisters Wanderjahre) — роман Иоганна Вольфганга Гёте, продолжение романа «Годы учения Вильгельма Мейстера». Был задуман в 1796 году и написан в 1807—1810. В 1821 году увидела свет первая редакция, в 1829 — вторая и окончательная. Роман был встречен неоднозначно из-за его сложной структуры: он представляет собой подборку новелл с элементами эпистолярного жанра. Внимание литературоведов «Годы странствий» привлекли только в середине XX века.